# Jean-Louis Laya
Jean-Louis Laya (* 4. Dezember 1761 in Paris; † 25. August 1833 in Meudon) war ein französischer Schriftsteller, Hochschulprofessor und Mitglied der Académie française.

## Leben und Werk
Laya besuchte das Collège de Lisieux in Paris. Seine ersten Werke veröffentlichte er vor der Französischen Revolution zusammen mit seinem Dichterfreund Gabriel-Marie Legouvé. Nachdem er schon 1790 mit seinem Drama „Die Gefahren der öffentlichen Meinung“ (Les dangers de l’opinion) und 1792 mit einem Drama über die Affäre Jean Calas Erfolg hatte, kam seine große Stunde am 2. Januar 1793 mit der Aufführung des (Komödie genannten) Stückes „Der Gesetzesfreund“ (L’ami des lois), in dem er aus der Position der Girondisten die Jakobiner unter Robespierre angriff. Das Stück löste Tumulte aus. Schauspieler und Autor mussten fliehen. Nach dem Sturz Robespierres konnte Laya 1794 in die Öffentlichkeit zurückkehren, doch fand das Stück kein Interesse mehr und konnte selbst nach 1815 nicht mehr aufgeführt werden, da es nun den Geruch des Subversiven hatte.
1799 wurde Laya unter Präfekt Graf Alexandre de La Rochefoucauld (1767–1841) Unterpräfekt des Départements Seine-et-Marne. Als La Rochefoucauld 1801 zum Botschafter in Dresden ernannt wurde, begleitete er ihn. Von 1804 bis 1809 war er Lateinlehrer am Lycée Bonaparte, ab 1810 gleichzeitig Rhetoriklehrer am Collège Henri IV und  beigeordneter Professor für Beredsamkeit an der Sorbonne. Von 1815 bis zu seinem Tod war er Sorbonne-Professor für Literaturgeschichte und französische Dichtung (was die Antike einschloss). 1817 wurde er in die Académie française (Sitz Nr. 25) aufgenommen. Er starb 1833 im Alter von 71 Jahren.

## Werke (Auswahl)

### Bühnenwerke
- Les dangers de l’opinion. Drame en cinq actes, en vers. Paris 1790.
- Jean Calas. Tragédie en 5 actes. Paris 1791. Avignon 1792.
- L’ami des lois. Comédie en cinq actes en vers, représentée par les Comédiens de la Nation, le 2 janvier 1793. Paris 1793. (zahlreiche Auflagen, zuletzt London 2011)
  - (Pléiade-Ausgabe) In: Jacques Truchet (Hrsg.): Théâtre du XVIIIe siècle. Bd. 2. Paris 1974. (Pléiade 251)
  - (englisch) The Friend of the laws. In: The heirs of Molière. Four French comedies of the 17th and 18th centuries. New York 2003.
- Falkland, ou la Conscience. Drame en 5 actes et en prose. Paris 1798. 1821.
  - (italienisch) Falkland, ossia la Coscienza. Florenz 1822.
  - (niederländisch) Falkland, of De stem van het geweten. Tooneelspel. Amsterdam 1822.

### Weitere Werke
- „Les derniers moments de la présidente de Tourvel. Une Lettre de Didon à Énée.“ In: (mit Gabriel-Marie Legouvé) Essais de deux amis. Paris 1786. (Versdichtung, 30 Seiten)
- La Régénération des comédiens en France, ou leurs droits à l’état civil. Paris 1789.
- Voltaire aux Français, sur leur constitution. Paris 1789.
- Un mot sur M. le directeur de l’imprimerie et de la librairie, ou Abus de la censure théâtrale. Paris 1819.
- Études sur l’histoire littéraire de l’antiquité grecque et latine, et sur les premiers siècles de la littérature française. Oeuvres complètes. Bd. 2 und 3. 2 Bde. Paris 1836.  (griechische, lateinische und französische Literaturgeschichte)